# Sinac
Sinac falu Horvátországban Lika-Zengg megyében. Közigazgatásilag Otocsánhoz tartozik. Sinacot a Gacka ékességének is nevezik, melynek festő tája és földjei mindig eltartották lakóit. A település különösen fejlett hús-, tej- és növénytermesztéséről nevezetes. Messze földön híres az itteni škripavac sajt (egy nagyméretű lágy sajtféleség), a báránysült, a szárított sonka, a pisztráng és a szilvapárlat. Kizárólag katolikus horvátok lakják.

## Fekvése
Zenggtől légvonalban 43 km-re, közúton 60 km-re, községközpontjától 14 km-re délkeletre a Godače domb alatt, a Gacka völgyében, a folyó jobb partján a Kis-Kapela és a Velebit-hegység között fekszik.

## Története
Gradina nevű határrészén Vrila Gacke felett már a történelem előtti időkben erődített település állt, a Gacka jobb partján pedig halomsíros temető tanúskodik az egykori emberi településről. A római korról egy gazdag pénzérme lelet és a templom falába épített latin feliratos kövek tanúskodnak. Közelében egy barlangból két, a bikát megölő Mithrászt ábrázoló oltár is előkerült, mely itteni tiszteletét igazolja. A települést 1408-ban „villa Synacz” alakban említik először. A középkorban a már 818-ban említett ősi Gacka megyéhez tartozott, mely a Gacka és mellékvizei vidékét ölelte fel. Központja Otocsán volt és a mai falvak közül a már akkor meglevő Dabar, Doljani, Prozor, Ramljani és Vrhovine tartoztak hozzá. A frank udvarba érkező Borna horvát fejedelmet „ducis Guduscanorum“ címmel említik. Bíborbanszületett Konstantin császár Korbava és Lika mellett Gackát is megemlíti, mint a horvát uralkodó alá tartozó területet. II. András magyar király 1219-ben Gacka megyét a templomos lovagoknak adományozta. Az adománylevél röviden leírta a megye határait, mely Sinachoz közel húzódott. 1290-ben Gacka királyi adományként a vegliai grófok, a későbbi Frangepánok uralma alá került. Lakói 1527 és 1689 között a török támadásoktól szenvedtek, közülük sokan más, biztonságosabb vidékekre menekültek. Gacka védelme ekkor lényegében három várra, Otocsánra, Berlogra és Prozorra támaszkodott. A török veszély elmúltával Lika más vidékeiről, a tengerpart felől és a bunyevácok lakta vidékekről új telepesek érkeztek. A betelepülők katonai szolgálatot láttak el és az otocsáni ezredhez tartoztak, melynek itt volt az egyik századparancsnoksága. Mária Terézia rendelete szerint minden határőr ezredközpontban német, minden század központban padig horvát nyelvű iskolát kellett létesíteni. Ennek megfelelően 1781-ben az új iskolaépületben itt horvát nyelvű népiskola nyílt. Első tanítóját Mikićnek hívták, aki a templomban a kántori feladatokat is ellátta. A településen 1707-ben Szent Illés tiszteletére kápolnát építettek, melyet 1741-ben lebontottak, hogy 1742 és 1750 között a helyén felépíthessék a Szent Illés templomot. 1767-ben Sinac önálló plébánia lett, temploma pedig plébániatemplom rangjára emelkedett. Korábban a falu az otocsáni plébániához tartozott és csak káplánja volt. A plébániaházat 1818-ban építették. Sinac a 19. század végén és a 20. század elején községközpont, amelynek iskolája, rendőrőrse, erdészete, néhány üzlete, tejtermelő szövetkezete, fűrészüzeme, malmai és fejlett kézművessége (fazekasság, szövés-fonás) volt. 1912 és 1918 között megépült az Ogulin – Plaški – Vrhovine – Gospić vasútvonal. Ennek köszönhetően egyre többen utaztak át a településen. Ennek során 1914-ben 2270 méter hosszú alagutat fúrtak a falu mellett. A háború miatt azonban Zágráb – Split a vasútvonal megnyitása azonban csak 1925-ben történt. A falunak 1857-ben 2181, 1910-ben 1852 lakosa volt. A trianoni békeszerződésig Lika-Korbava vármegye Otocsáni járásához tartozott. Ezt követően előbb a Szerb–Horvát–Szlovén Királyság, majd Jugoszlávia része lett. A második világháborút követően a település fejlődése leállt. 1956-ban megszűnt községközpont lenni, 1967-ben leégett a községháza is. 1963-ban bezárták a rendőrőrsöt, majd 1964-ben a nyolcosztályos iskolát is. A népesség évről évre csökkent. A lakosok a nagyobb településekre, vagy külföldre vándoroltak ki. Jugoszlávia felbomlása után 1991-ben a független Horvátország része lett. A honvédő háború idején heves támadások érték, de az ellenség nem foglalta el. 1991. szeptember 18-án a templomot egy kazettás bomba találta el, melynek következtében súlyos károkat szenvedett. Karácsony szenteste napján a plébánia előtt robbant egy gránát kitörve az üvegeket és károkat okozva a homlokzatban. A falunak 2011-ben 571 lakosa volt.

## Lakosság
| Lakosság változása | Lakosság változása | Lakosság változása | Lakosság változása | Lakosság változása | Lakosság változása | Lakosság változása | Lakosság változása | Lakosság változása | Lakosság változása | Lakosság változása | Lakosság változása | Lakosság változása | Lakosság változása | Lakosság változása | Lakosság változása |
| ------------------ | ------------------ | ------------------ | ------------------ | ------------------ | ------------------ | ------------------ | ------------------ | ------------------ | ------------------ | ------------------ | ------------------ | ------------------ | ------------------ | ------------------ | ------------------ |
| 1857               | 1869               | 1880               | 1890               | 1900               | 1910               | 1921               | 1931               | 1948               | 1953               | 1961               | 1971               | 1981               | 1991               | 2001               | 2011               |
| 2181               | 1780               | 1796               | 1852               | 1950               | 1852               | 1838               | 1867               | 1587               | 1553               | 1300               | 1142               | 1044               | 1041               | 630                | 571                |

## Nevezetességei
- A falu központjában áll az 1742 és 1750 között épített Szent Illés plébániatemplom,[4] melyet a rajta elhelyezett latin nyelvű felirat szerint Čolić zenggi püspök szentelt fel 1751-ben. Mai formáját 1900-ban nyerte el. A templomban három, gazdagon díszített, aranyozott barokk oltár található, melyek közül a templom védőszentjét ábrázoló főoltár Fortunat Bergant munkája, a Borgia Szent Ferencet ábrázoló oltár pedig Duinović kapitány adománya 1768-ból. A harmadik oltár Szűz Mária tiszteletére van szentelve. Belül rendkívül gazdagon festett. A templom egyhajós épület, harangtornya a homlokzat felett magasodik. A honvédő háború során a szerbek többször támadták tüzérséggel Podum irányából. 1991. szeptember 18-án egy kazettás bomba találta el, mely a legnagyobb károkat a kórusban okozta, orgonája megsemmisült. Súlyos károkat szenvedett a tető és a falak is.
- A faluban különösen a Gacka forrása Vrila Gacke környékén fennmaradtak a hagyományos népi építészet emlékei.[5] Fennmaradt a hagyományos népviselet és számos népdal is, melyeket hagyományosan tamburával kísérnek. Tradicionális népszokás a "gacko prelo" és a "čijana" mely különös élmény minden helybeli és vendég számára.

## Híres emberek
- Itt született 1858. október 4-én Stephan Sarkotić von Lovćen, az osztrák-magyar hadsereg tábornoka, Bosznia-Hercegovina utolsó kormányzója, Dalmácia és Montenegró katonai elöljárója.
- Itt született 1897-ben Mate Šepo Nikšić népi költő.